# Stephen A. Douglas
Stephen Arnold Douglas, född 23 april 1813 i Brandon i Vermont, död 3 juni 1861 i Chicago, var en amerikansk demokratisk politiker. Han representerade delstaten Illinois i båda kamrarna av USA:s kongress, först i representanthuset 1843–1847 och sedan i senaten från 1847 fram till sin död.

## Biografi
Stephen A. Douglas besegrade republikanen Abraham Lincoln i kongressvalet i USA 1858. Han är mest känd för debatterna mot Lincoln i det valet. Han var Lincolns motståndare på nytt i presidentvalet 1860. Den gången förlorade han tydligt. Demokraterna i Sydstaterna vägrade godkänna att partiet nominerade Douglas. Han fick näst flest röster i valet men kom bara på fjärde plats med sina tolv elektorer. Douglas var känd som "The Little Giant".
Douglas avled i tyfoidfeber. Han led dessutom av matstrupscancer. Hans grav finns på Michigansjöns strand i Douglas Monument Park i Chicago. På gravplatsen finns ett stort gravmonument med en staty högst upp. Douglas var skulptören Leonard Volks frus kusin.

## Eftermäle
Douglas County finns i tolv delstater: Colorado, Georgia, Illinois, Kansas, Minnesota, Missouri, Nebraska, Nevada, Oregon, South Dakota, Washington och Wisconsin. De har alla fått sina namn efter Stephen A. Douglas.